# Hermenegildo Anglada Camarasa
Hermenegildo (Hermen) Anglada Camarasa (Barcellona, 11 settembre 1872 – Pollença, 7 luglio 1959) è stato un pittore spagnolo.

## Biografia
Nato a Barcellona, perse suo padre a soli sette anni e, nonostante i suoi familiari non fossero propensi a incoraggiarne la vocazione pittorica, si iscrisse alla Escuela de la Lonja, istituto d'arte della città, dove studiò sotto la guida di Tomás Moragas e Modest Urgell. I suoi primi lavori mostrano la chiara influenza di quest'ultimo. Nel 1892 partecipò ad una collettiva al Gimnás Catalá insieme ad altri colleghi quali Miquel Utrillo e nel 1894 tenne la sua prima personale nella Sala Parés, esponendo spettacolari paesaggi con grande gusto per il dettaglio, che tuttavia ebbero uno scarso impatto sui visitatori.
Con il supporto del facoltoso Josep Rocamora, suo cognato e collezionista d'arte, nello stesso anno fece un primo soggiorno a Parigi, tornando in Catalogna nell'autunno 1895. Ripartito per Parigi nel 1897, cominciò a esporre in alcuni locali della capitale francese e, in compagnia del peruviano Carlos Baca-Flor, cominciò a frequentare l'ambiente bohémien e adottò uno stile più personale, prendendo come soggetti principali la vita notturna della capitale nella belle époque, sulla scia di Degas e di Toulouse-Lautrec.
Tra il 1901 e il 1904 espose in numerose città europee: Berlino, Bruxelles, Gand, Londra, Venezia (V Biennale), Monaco di Baviera (Secessione), Dresda e Vienna (Secessione). In questo periodo, alcuni lavori vennero anche riprodotti nella rivista Mir Iskusstva, fondata a San Pietroburgo da Sergej Diaghilev, in quegli anni portavoce in Russia del modernismo.
Nell'estate 1904, durante un soggiorno a Valencia, Anglada rimase affascinato dai colori vivi degli abiti tradizionali indossati nella regione e questo tema influenzò notevolmente la sua pittura successiva, senza però scadere nel folklore che caratterizzava i quadri dei suoi collegi regionalisti. L'uso intenso del colore presagiva l'arrivo dello stile fauves e le sue pennellate cominciarono a far notare una forte influenza dalla pittura esotica, soprattutto orientale e araba.
Fino al 1914 espose a Monaco di Baviera, Venezia (VI, VII e XII Biennale), Parigi (Salon National d'Automne e Les Orientalistes), Londra, Zurigo, Buenos Aires (Gran Premio 1910) e Roma (Gran Premio 1911). In quest'ultima occasione fu costretto a dividere il premio con altri artisti quali Klimt, Hammershøi, Mestrovic e Mancini e ne fu vivamente irritato, giacché egli era risultato il più votato dalla giuria.
Poco prima dello scoppio della grande guerra, nonostante avesse acquisito la cittadinanza francese, tornò nella madrepatria e si stabilì a Port de Pollença, nell'isola di Maiorca, dando vita nei suoi dipinti a nuovi soggetti, pur mantenendo lo stesso esuberante uso dei colori. La natura dell'isola, ritratta anche in scene subacquee, divenne il tema principale: Anglada era infatti un provetto nuotatore e si era costruito una imbarcazione con il fondo di vetro per poter osservare meglio il paesaggio marino.
Alla fine del conflitto mondiale il suo lavoro appariva ormai superato dalle avanguardie artistiche, ma Anglada decise di recarsi negli Stati Uniti dove prese parte a numerose esposizioni fra il 1924 e il 1936. A Londra, nel 1929, venne pubblicata la prima monografia su di lui.
La guerra civile spagnola lo colse mentre a Barcellona teneva una mostra sotto il patrocinio del suo gallerista Higini Garcia. Le autorità catalane gli consigliarono di ritirarsi nel monastero di Montserrat, che in quel periodo sarebbe rimasto chiuso al culto. La particolare orografia della zona lo ispirò nella creazione di nuovi paesaggi. Alla fine della guerra civile, con l'arrivo delle truppe del caudillo in Catalogna, il repubblicano e massone Anglada dovette riparare nuovamente in Francia, questa volta a Pougues-les-Eaux, dove rimase fino al 1948 continuando tuttavia ad esporre.

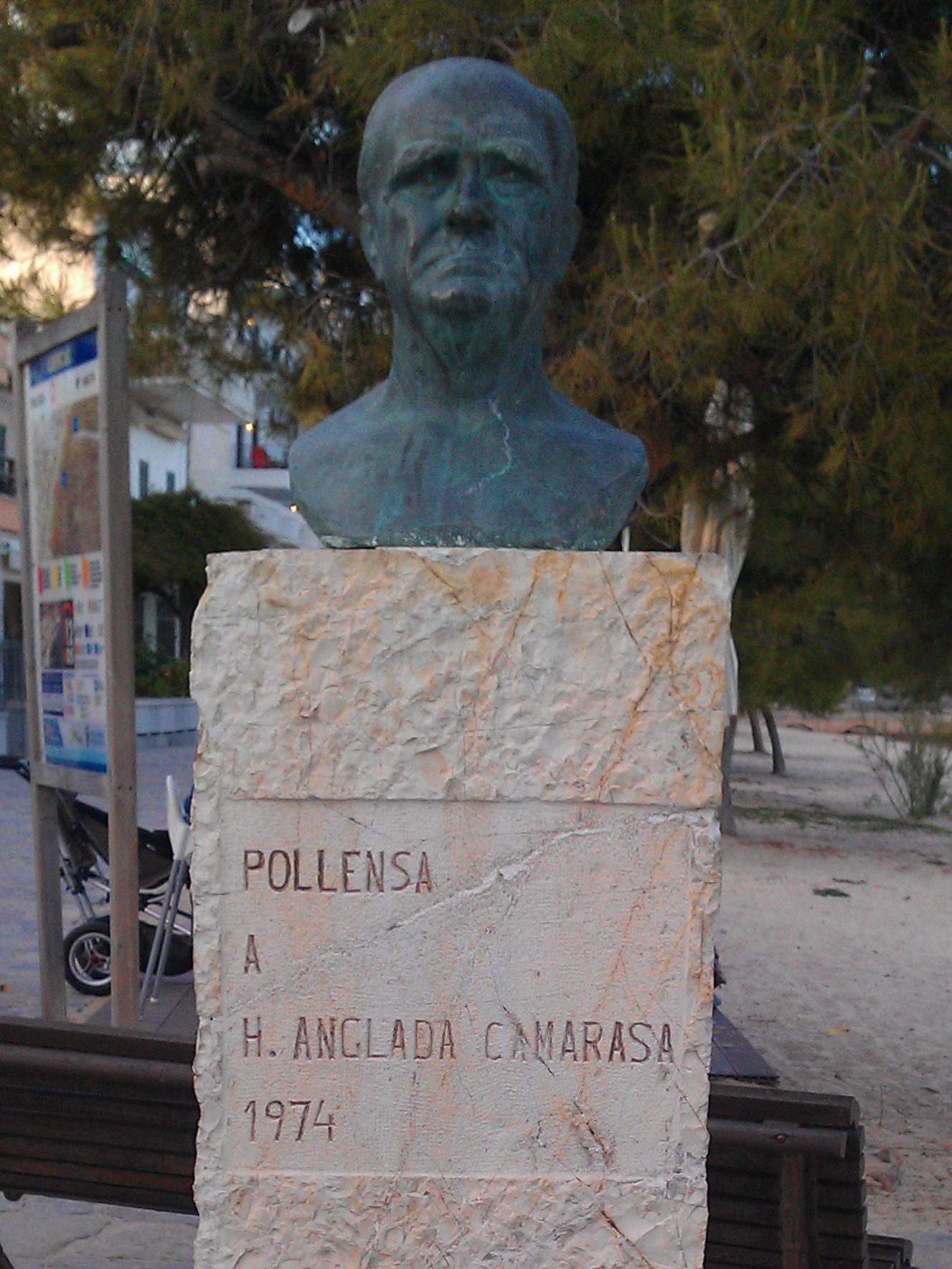
Busto di bronzo al Porto di Pollença

Nel 1948 tornò a stabilirsi nell'isola di Maiorca, ma rifiutò di partecipare a esposizioni ufficiali spagnole. Nel 1954 tuttavia fu invitato, fuori concorso, ad esporre alla Mostra Nazionale di belle arti di Madrid. In tale occasione fu lo stesso Francisco Franco, nonostante il suo passato di esiliato in Francia, a volergli tributare gli onori e a nominarlo membro onorario della Real Academia de Bellas Artes de San Fernando.
A causa dei postumi di un incidente, nel 1955 fu costretto a interrompere l'attività artistica e nel 1959 morì nella casa di Port de Pollença. La casa venne trasformata in museo, fino al 1988, anno in cui la fondazione la Caixa acquisì gran parte delle opere della collezione collocandole nell'ex Gran Hotel de Palma, edificio modernista disegnato da Lluís Domènech i Montaner.